# Quatá
Quatá este un oraș în São Paulo (SP), Brazilia.Suprafață: 652.744 km²